# Tioconazole
El tioconazole és una substància derivada de l'imidazole que es fa servir com a antifúngic d'ampli espectre.
El tioconazole és el principi actiu de determinats medicaments d'aplicació tòpica per a guarir les vaginosi i onicomicosi d'origen fúngic. A Espanya estan autoritzats els següents medicaments que contenen tioconazole: Trosid, Trosderm i Trosid Uñas. Un cop aplicat el medicament, el tioconazole comença a produir el seu efecte de forma local.
El seu principal mecanisme d'acció es basa en la interferència amb la CYP51A1 (lanosterol 14 alfa-demetilasa), enzim que intervé en la síntesi d'ergosterol, component essencial de la membrana cel·lular dels llevats i dels fongs. No té cap efecte sobre bacteris ni virus. En deixar-se de sintetitzar ergosterol, les membranes són molt més permeables, i junt amb unes altres reaccions bioquímiques produeixen l'efecte antimicòtic desitjat.
Com a efectes secundaris, s'han arribat a registrat casos d'eritema, picor, butllofes, descamació, edema, urticària i en general, irritació de la pell, i rampes. Està contraindicat en l'embaràs.